# Alberto Labarthe
Alberto Labarthé Cellery (Santiago de Chile, 31 de marzo de 1927-20 de noviembre de 2021) fue un atleta chileno, que con sus 10,5 segundos en los 100 metros planos en 1946, marcó el récord de su país durante seis olimpíadas.
Perteneció a la Primera Compañía de Bomberos de San Bernardo, Región Metropolitana de Chile, como voluntario de Bomberos.

## Carrera deportiva
Su formación como deportista fue en el Instituto Nacional y posteriormente entró a estudiar derecho en la Universidad de Chile. Fue entrenado por el alemán Walter Fritsch.
El récord chileno en los 100 metros lo logró en un Sudamericano en Santiago en 1946, superando al brasileño José Bento de Asís. Esa marca duró hasta 1968 cuando Iván Moreno marcó 10,3 segundos en los Juegos Olímpicos de México.
Participó en los Juegos Olímpicos de Londres 1948 en donde no pudo pasar a la final, marcando 11 segundos. La medalla de oro fue para el norteamericano Harrison Dillard, quien cronometró 10,3 segundos.